# Albera Ligure
Albera Ligure és un municipi situat al territori de la província d'Alessandria, a la regió del Piemont (Itàlia). Limita amb els municipis de Cabella Ligure, Cantalupo Ligure, Fabbrica Curone, Montacuto i Rocchetta Ligure.

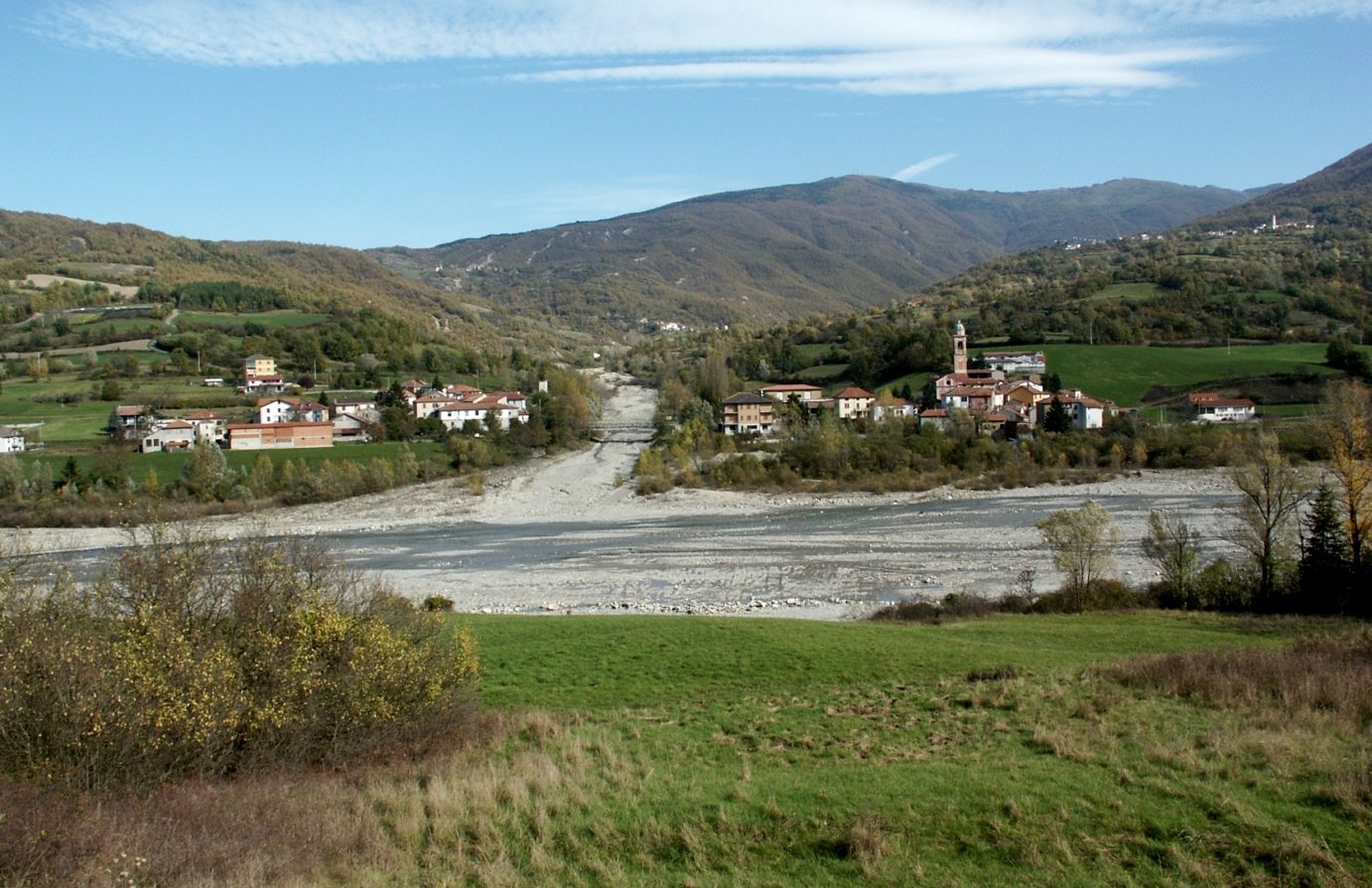
Vista d'Albera Ligure
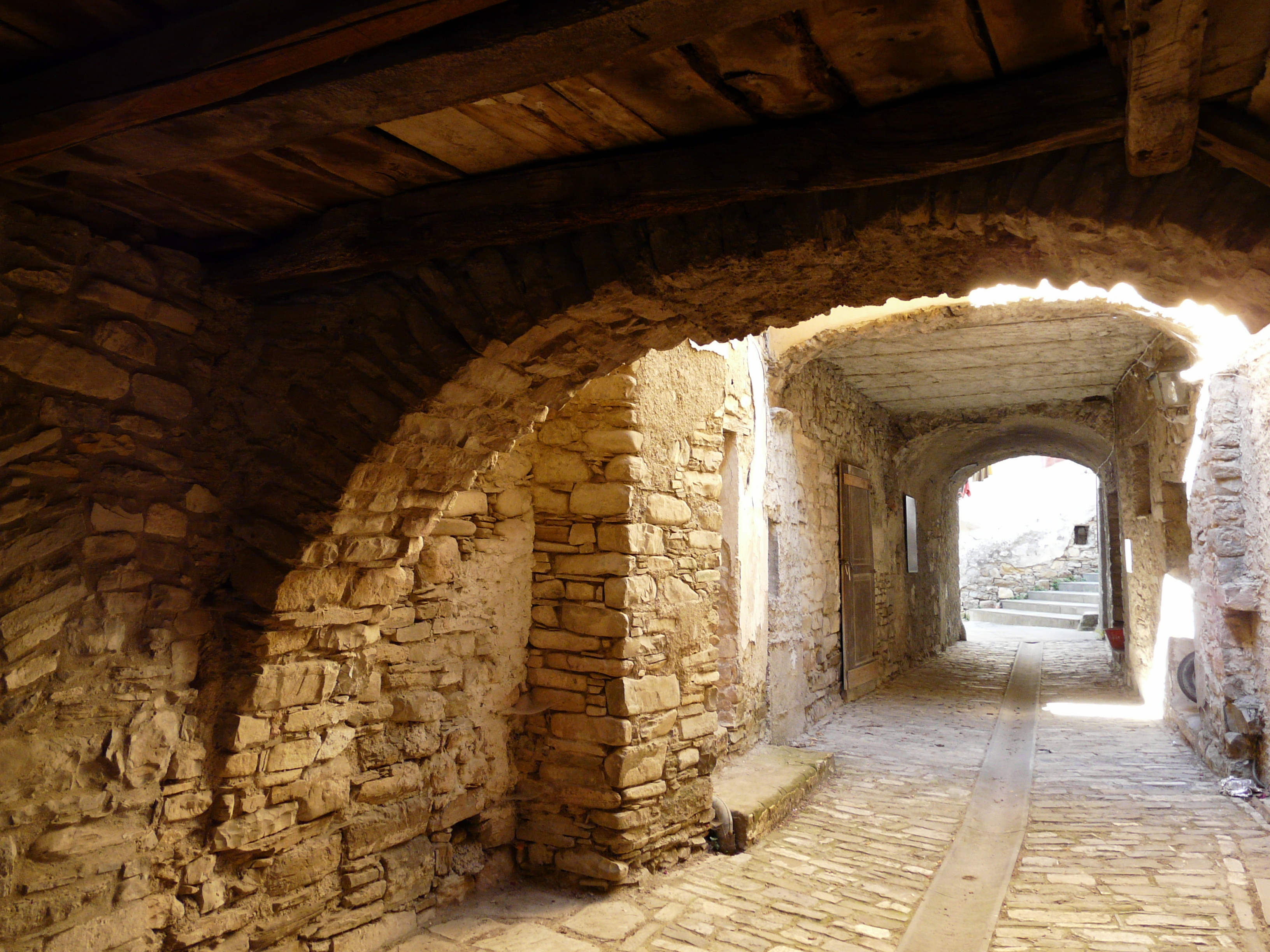
Centre històric
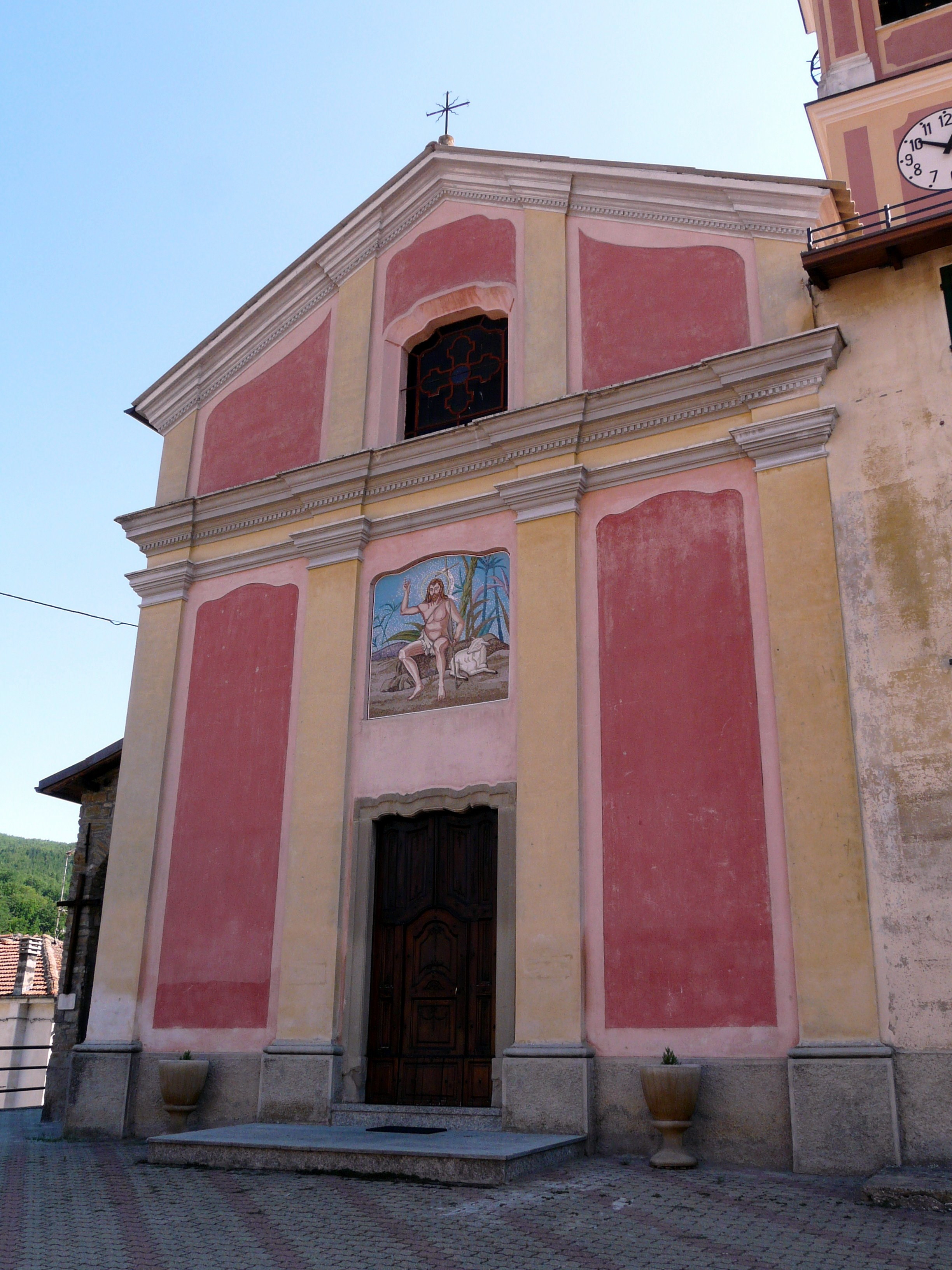
Església de S.Joan
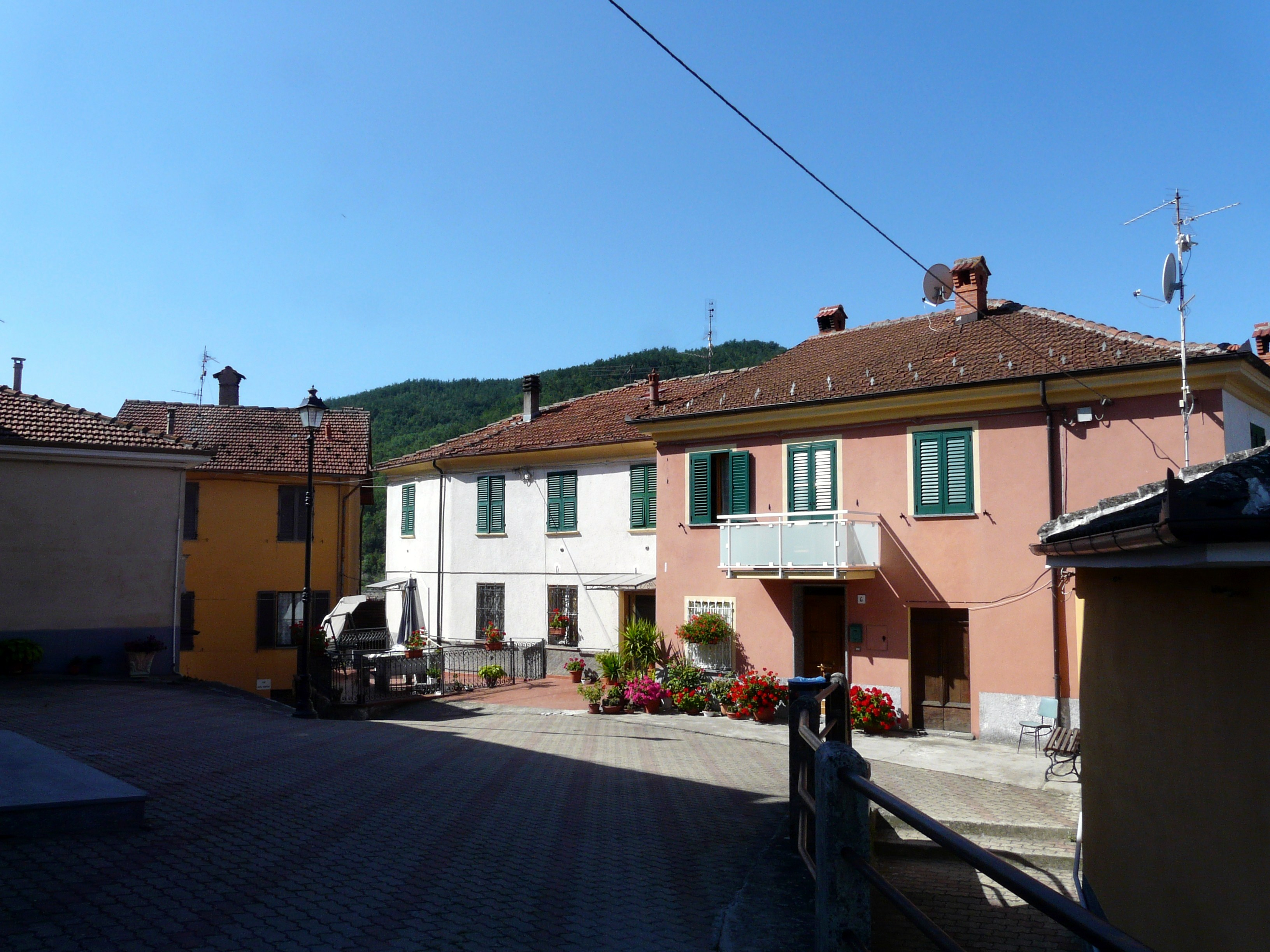
Plaça històrica